# Ectropothecium papuanum
Ectropothecium papuanum là một loài Rêu trong họ Hypnaceae. Loài này được W. Schultze-Motel mô tả khoa học đầu tiên năm 1963.